# 7490 Babička
7490 Babička là một tiểu hành tinh vành đai chính với chu kỳ quỹ đạo là 1215.7684356 ngày (3.33 năm).
Nó được phát hiện ngày 31 tháng 7 năm 1995.